# Антикультовое движение

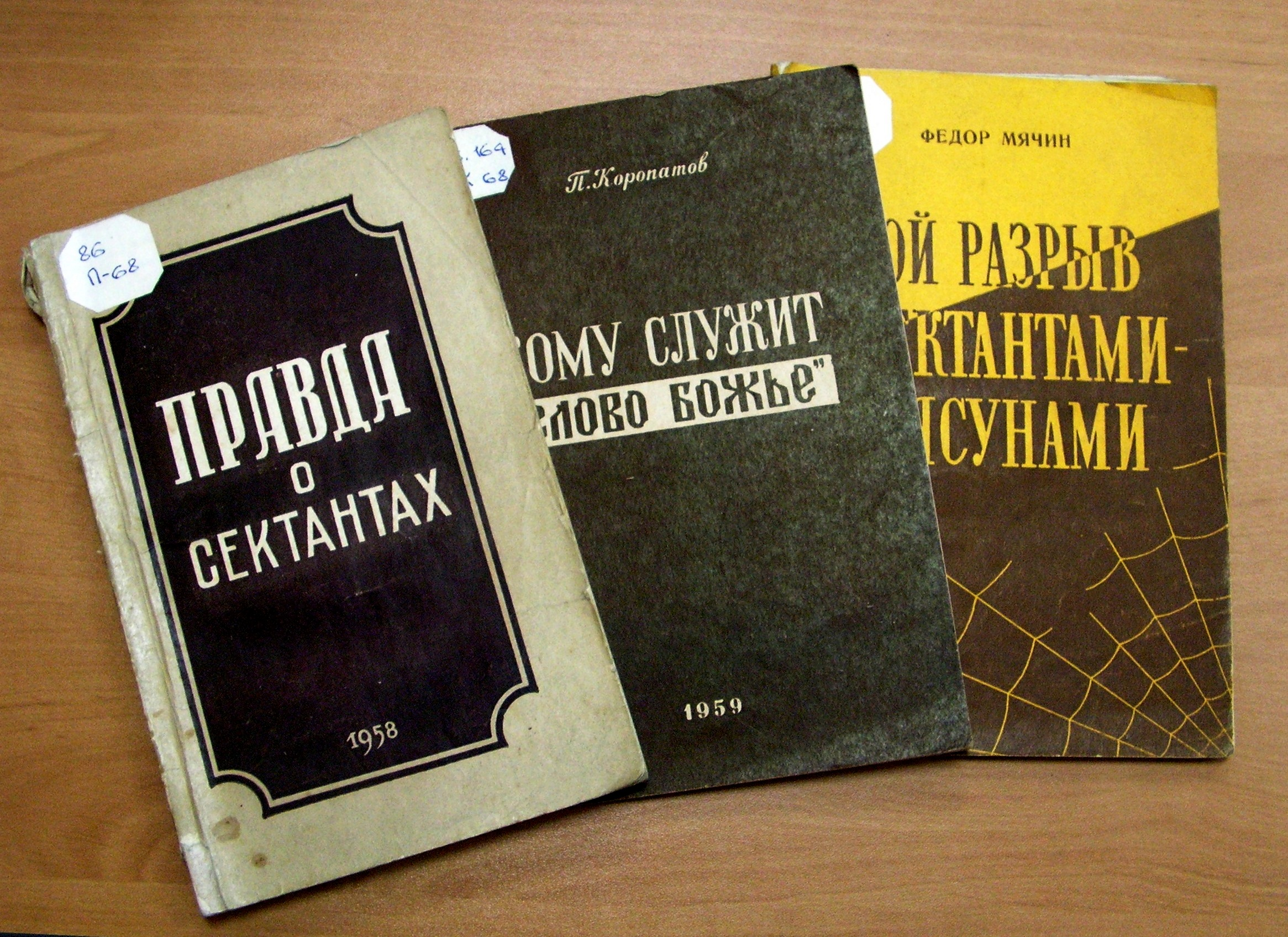
«Антисектантсткие» книги, изданные Приморским книгоиздательством с подачи КГБ в 1958—1959 года в рамках Хрущевской антирелигиозной кампании

Антику́льтовое движе́ние — светское движение, в котором деятельность групп людей или организаций, рассматриваемых в качестве «культов» (или «сект», «новых религиозных движений» в зависимости от принимаемой терминологии) с социологических или теологических позиций, критикуется с точки зрения нанесения вреда обществу и личности. В широком смысле — любая оппозиция деятельности таких групп и организаций (см. «Оппозиция культам»).
Во многих западных странах от антикультового движения отделяют «контркультовое», в рамках которого критика ведётся с позиции традиционных религий. В России термин «контркультовое движение» используется редко. Большинство противников «культов», «антикультовой» и «контркультовой» направленности, называют свою деятельность «антисектантской», а их оппоненты зачастую называют оба этих направления «антикультовыми».

## Определения разных авторов
Предпринимаются попытки дать развёрнутую классификацию данному явлению.
Религиовед Игорь Кантеров в книге «Религиоведение. Энциклопедический словарь» даёт следующее определение:

Антикультовое движение (сектоборчество, АКД) — обобщающее название соединений, групп, отдельных лиц, выступающих против новейших религиозных движений.

Владимир Мартинович (доктор теологии Венского университета, руководитель Информационно-консультационного центра им. преп. Иосифа Волоцкого при Минской епархии Белорусского Экзархата, референт по вопросам НРД Минской епархии) в своей работе «К вопросу о православном сектоведении в современном мире» описывает пять «школ сектоведения». Наряду с определением «противокультовой» (от англ. counter-cult «контркультовой») «школы», занимающейся «критикой учения, религиозных практик и деятельности НРД с позиций вероучения традиционных религий мира, либо с точки зрения какой-либо идеологии», им выделена и «антикультовая школа»:

Антикультовая школа (от англ. anti-cult) сектоведения ставит главной своей задачей борьбу с сектами и нивелирование их влияния на окружающее общество. Основным способом борьбы является создание отрицательного имиджа НРД в обществе посредством выявления негативной информации об их методах и формах работы со своими последователями, раскрытия материалов, так или иначе их компрометирующих. В качестве одного из основных источников информации о сектах выступают ретроспективные свидетельствования бывших членов сект и пострадавших от их деятельности. Работы антикультовой школы отличаются описательным характером и направлены на раскрытие всех реально или потенциально деструктивных составляющих НРД.

Евгений Эгильский, кандидат философских наук, один из авторов учебника «Религиоведение» для вузов, отмечает основные направления современного движения противодействия «культам», получившего распространение на Западе, на рубеже 60—70-х годов XX века:

Это противодействие оформилось в различные идейные течения и организации, которые в западной науке принято разделять на контркультовое движение (ККД) и антикультовое движение (АКД). Присутствующее в названиях этих движений слово «культ» (англ. cult) используется в обиходной речи жителей США для обозначения неодобряемых религиозных групп и имеет оскорбительный оттенок. В европейских странах и России в аналогичном смысле обычно употребляется слово «секта» <…> Оба направления вначале сформировались в США, и само это деление отражает, в первую очередь, североамериканскую ситуацию. Ситуация в Западной Европе и России имеет свою специфику <…> Четкая граница между ККД и АКД отсутствует, но, тем не менее, в своих чистых формах ККД и АКД исповедуют различные идеологии

Профессор социологии Виргинского университета Джефри Хэдден так характеризовал соотношение «контркультового» и «антикультового» движений (пер. с англ.):

Подводя итог, отметим, что контркультовое движение заботится о «правильности учения». Оно владеет богословской правдой, рассуждения о которой находятся за пределами объективной науки. В противоположность, антикультовое движение озвучивает ряд светских истин, проверка которых открыта для эмпирического исследования. Оно говорит о «промывании мозгов», «управлении сознанием», «насильственном убеждении», «реформировании мышления» и других подобных вещах. Оно утверждает, что эти чрезвычайно опасные техники манипуляции широко практикуются «культами».

## Характеристики антикультового движения
Владимир Мартинович, определяя антикультовую как одну из пяти школ, пишет о разнообразии позиций представителей этой школы:

При этом спектр действий представителей этой школы сектоведения может варьироваться от чёткого и обоснованного изложения и защиты своих позиций в судебном порядке, вплоть до организованного массового пикетирования и срыва различных мероприятий сект и культов.

Антикультовая школа представлена родительскими комитетами, светскими и церковными антисектантскими центрами, журналистами, бывшими членами НРД, пострадавшими от их деятельности и т. д. Очень часто антисектантские центры этой школы специализируются в своей деятельности на борьбе с какой-либо одной сектой или культом. Со стороны учёных к этой школе принадлежит непропорционально большое количество социальных психологов и психиатров. В последнее время наблюдается тенденция к углублению и усилению теоретических оснований антикульта. Самыми известными в мире представителями этой школы являются Стивен Хассен, Маргарет Сингер, Роберт Лифтон и др.

В своих наиболее радикальных формах само сектоведение в антикультовой школе может принимать экстремистские сектоподобные формы. Ярким примером тому являются любые попытки рассмотрения сект как абсолютного зла, грозящего современному обществу, радикально влияющего на изменение всех основных его институтов и проникающего в руководящие структуры в первую очередь той страны, в которой находится сам сектовед.

По мнению религиоведа Сергея Иваненко, отличительной особенностью антикультового движения часто является «демонизация» оппонентов, вера в особую вредоносность (деструктивность) новых религиозных движений, их криминальную природу, а также убеждённость в необходимости запретительных мер в отношении сект и культов.
Айлин Баркер пишет, что часть антикультовых деятелей принципиально отказывается напрямую вступать в контакт с обсуждаемыми организациями. Поэтому, по её мнению, зачастую АКД получает данные для своих историй о НРД из вторых рук — от встревоженных родителей, разочарованных экс-членов и из негативных репортажей и статей в СМИ. Английский социолог заявляет, что проступки и нарушения в деятельности одного движения часто автоматически приписываются деятельности всех остальных, что любые свидетельства или аргументы, которые могли бы усложнить или опровергнуть их отрицательное толкование, как правило, игнорируются, и что выступая в качестве лоббистов, антикультовое движение ставит своей целью преуспеть не только в продвижении своих интерпретаций, но также и в отрицании или отклонении других интерпретаций, в клевете на создателей этих интерпретаций.

## История
Антикультовое движение (АКД) зародилось в 1970-е годы в США. Первоначально оно стало реакцией на стремительный рост новых религиозных движений среди молодёжи, объединив стихийно возникавшие ассоциации родственников, убеждённых, что «культы» негативно влияют на их детей. Как правило, речь шла о детях обеспеченных родителей, которые, вопреки воле последних, становились членами тех или иных религиозных общин.
Основным положением АКД стала убеждённость в том, что «культы» практикуют «промывание мозгов», ничем не отличающуюся, по сути, от технологий «промывки мозгов» в китайских застенках. Методом борьбы с «культами» стало депрограммирование, насильственное отлучение «жертвы культа» от привычной идеологии с применением истязаний и насилия. Некоторые активисты депрограммирования получили в США тюремные сроки за свою деятельность. Со временем депрограммирование потеряло сначала поддержку СМИ и властей, затем поддержку населения и церквей, и вскоре потеряло актуальность. В 1996 году крупнейшая американская антикультовая организация Cult Awareness Network («Сеть информирования о культах») прекратила своё официальное существование в результате судебного процесса о нарушении прав человека. Однако разработанные в США методики антикультового движения, а также уцелевшие финансовые средства, не исчезли бесследно, но были использованы для поддержки родственных организаций в Западной Европе и России.
Несомненным успехом АКД можно считать создание стереотипа зловещего «культа», занимающегося «промывкой мозгов», а также совмещение образа «культа» с теорией «промывки мозгов». Часть академического сообщества, однако, подвергла теорию «промывания мозгов» критике.
В Западной Европе антикультовые идеи имеют наибольшее влияние во Франции, где «светскость» (см. лаицизм) является краеугольным камнем общественного устройства. Именно во Франции в 2001 году принят специальный закон («Закон Абу — Пикар») о «предупреждении и пресечении сектантских течений, ущемляющих права и основные свободы человека». При правительстве была создана «Межминистерская комиссия по мониторингу и борьбе против сектантских злоупотреблений» (MIVILUDES). Эта комиссия занимается сбором и изучением данных о религиозных группах в стране, предоставляя материалы французскому правительству, СМИ и обществу.

## Антисектантское движение в России
В СССР все значимые вопросы государственно-конфессиональных отношений решались ЦК КПСС, КГБ СССР, Советом по делам религий. Для «антисектантского движения» как некоей общественной инициативы не было почвы. Впрочем, были идеи и настроения, которые оказались «созвучны» антикультовым представлениям. В частности, многие ответственные партийные работники аппарата ЦК КПСС и местных партийных органов считали, что всякая религия — реакционная сила, но особо опасны секты. В 1970—1980-е годы в качестве чрезвычайной угрозы воспринимались новые религиозные движения, в появлении их последователей в СССР видели «идеологическую диверсию мирового империализма и западных спецслужб».
В Российской Федерации антисектантское движение стало активно проявляться в начале 1990-х годов. Первоначально в критике зарубежных миссионеров, сект и новых религиозных движений активное участие принимали российские протестанты. Их руководители надеялись, что, участвуя в подписании соответствующих антисектантских деклараций, они наглядно продемонстрируют, что сами сектантами не являются.
Свои первые шаги российское антисектантское движение сделало благодаря поддержке со стороны западных антикультовых организаций. Влияние антисектантского движения в значительной степени привело к принципиальному решению переработать Закон Российской Федерации «О свободе вероисповеданий» (1990), значительно ужесточив его по отношению к сектам и новым религиозным движениям, и выделению особой роли православия в России.
В начале 1990-х годов свою антисектантскую деятельность в России начинает Александр Дворкин, которому приписывается введение в обиход понятия «тоталитарная секта». По мнению Игоря Кантерова (по состоянию на 2001—2002 годы) значительная часть представителей отечественного научного религиоведения в своих исследованиях и преподавательской работе не используют термины «тоталитарная секта» и «деструктивный культ».
Примерно в то же время Евгением Волковым были сделаны и изданы переводы трудов видных деятелей американского антикультового движения Стивена Хассена, Маргарет Сингер, Кэрол Джиамбалво, Роберта Лифтона.
В 1993 году по благословению Патриарха Московского и всея Руси Алексия II был создан Информационно-консультационный центр имени священномученика Иринея Лионского, а в 1994 году на Архиерейском соборе РПЦ было принято определение «О псевдохристианских сектах, язычестве и оккультизме». Эти события ознаменовали официальное начало участия РПЦ в антикультовом движении.
В 1996 году в Государственной Думе было принято постановление «Об опасных последствиях воздействия некоторых религиозных организаций на здоровье общества, семьи, граждан в России», а также вышел аналитический вестник «О национальной угрозе России со стороны деструктивных религиозных организаций». Таким образом на официальном уровне был поднят вопрос о деятельности тоталитарных сект в России.
В последующие годы издаётся справочник «Новые религиозные организации России деструктивного и оккультного характера», в котором была сделана попытка систематизировать соответствующие организации России, имеющие то или иное отношение к религии, мировоззрению и психологии.
По мнению Марата Штерина, антисектантское движение в России имеет высокую конфессиональную вовлечённость, склонно идти на конфронтацию, не всегда пользуется допустимыми способами полемики, находится под патронажем традиционных религиозных объединений.
Религиовед Сергей Иваненко указывает, что некоторые представители антикультового движения в России выступают неформальными авторами (или соавторами) концептуальных подходов к решению проблем взаимоотношений государства и религиозных объединений, и это, по его мнению, таит потенциальную угрозу обострения межрелигиозных противоречий в российском обществе, которое «нуждается в консолидации».
В ответ на критику со стороны светских религиоведов в России, российские антисектанты говорят о финансировании ряда религиоведов из средств новых религиозных движений. Александр Дворкин, в частности, высказал мнение, что категория людей, активно участвующая в защите НРД, это бывшие профессиональные атеисты, которые после падения коммунистического режима лишились своей высокооплачиваемой работы и, в поисках заработка, предложили свои услуги сектам. В качестве примера таких экспертов он привел Сергея Иваненко и Михаила Сиверцева.
Среди православных деятелей такие исследователи, как протоиерей Владимир Фёдоров и Роман Конь, критикуют использование силовых методов, и предлагают сосредоточиться не на сборе компрометирующих материалов, так как подобные методы могут подорвать авторитет церкви, разжигают межрелигиозную рознь и вражду, а на богословской полемике.
Международная научно-практическая конференции «Тоталитарные секты и право человека на безопасное существование», проведенная под эгидой FECRIS в Санкт-Петербурге в мае 2009 года показала возможность Министерства юстиции Российской Федерации опереться в своей законотворческой деятельности и практической работе на опыт зарубежных и отечественных представителей антисектантского движения. Так, доклад заместителя Министра юстиции Российской Федерации А. М. Величко был посвящён «Возможности координации европейского и российского опыта в противодействии тоталитарным сектам», а министр юстиции А. В. Коновалов прибыл на конференцию и провел встречу с руководством FECRIS.
Антисектантскую деятельность в России осуждал Государственный департамент США в ряде отчётов своего Бюро по международной религиозной свободе.
1 мая 2009 года Комиссия США по международной религиозной свободе представила Конгрессу США и общественности список стран, в которых наблюдаются проблемы в обеспечении религиозной свободы. Россия оказалась в «списке особого внимания» (наряду с Афганистаном, Белоруссией, Кубой, Египтом, Индонезией, Сомали, Таджикистаном, Турцией и Венесуэлой).

### Российское антисектантское движение и Русская православная церковь
Некоторые исследователи обращают внимание на сотрудничество российского антисектантского движения с Московской патриархией. Деятели антисектантского движения неоднократно удостаивались высоких наград РПЦ.
На Первом миссионерском съезде (1997) Александром Дворкиным был представлен доклад «Типология сектантства и методы антисектантской деятельности Русской Православной Церкви».
В 2002 году в Екатеринбурге под эгидой Полномочного представителя Президента РФ в Уральском федеральном округе Петра Латышева прошла научно-практическая конференция «Тоталитарные секты — угроза религиозного экстремизма». Приветственное письмо участникам конференции направил Патриарх Московский и всея Руси Алексий II.
На конференции единогласно 303 участниками была принята «Итоговая декларация», в Приложении к которой дан список «Наиболее известных деструктивных тоталитарных сект и групп, обладающих значительным числом признаков таковых, действующих в Российской Федерации». В списке приведено более 300 наименований «тоталитарных сект» и указано, что этот список далеко не полон.
Религиовед Игорь Кантеров считает отрицательное отношение Русской православной церкви к НРД и другим нерелигиозным или околорелигиозным группам вполне естественным и понятным, поскольку эти движения и группы, как правило, имеют вероучения и социальные программы, во многом отличные от учения и практики православия.
Существует критика антисектантского движения со стороны представителей РПЦ. Например, со стороны Романа Коня и протоиерея Олега Стеняева — тех исследователей сектантства, кто является приверженцем «миссионерского подхода» к последователям других религий.
С другой стороны, Владимир Мартинович полагает, что в наше время до 99 % всех православных исследователей «в гармоничном соединении» антикультового и богословского подходов к «сектам» возвращают огромное количество людей в Православную Церковь. По его мнению, критиковать антисектантское движение надо будет тогда, когда богословский подход станет более действенным, а весь «положительный потенциал антикульта» будет исчерпан.

### События
- В январе 2009 года решением Центрального районного суда Хабаровска листовка «Осторожно: секта! „Международное общество сознания Кришны“» о кришнаитах «за подписью руководителя „Центра религиоведческих исследований“ А. В. Кузьмина» была признана экстремистским материалом[46]. В сентябре 2009 года судебная коллегия по гражданским делам Хабаровского краевого суда отменила это решение[47], и оставила без удовлетворения кассационное представление прокурора Хабаровского края и кассационную жалобу представителя местной религиозной организации «Общество сознания Кришны г. Хабаровска»[48]. Первый заместитель руководителя Дальневосточного управления на транспорте Следственного комитета при прокуратуре РФ Александр Шахов (кришнаит по вероисповеданию), защищавший «Общество сознания Кришны г. Хабаровска», был вынужден подать в отставку[49].
- Приказом Министра юстиции России от 3 марта 2009 года № 61 образован Экспертный совет по проведению государственной религиоведческой экспертизы при Министерстве юстиции Российской Федерации, состав которого вызвал протест ряда учёных и неправославных религиозных деятелей.

### Мнения
Александр Дворкин в прямом эфире телекомпании «Союз» и радиостанции «Воскресение» (2006 год):

Я бы не сказал, что у нас присутствует антисектантское движение, это некая легенда. Существуют несколько центров, несколько озабоченных этой проблемой людей и, собственно, это всё. Если бы было движение, это было бы замечательно, но пока всё то, что существует, движением назвать сложно.
Александр Дворкин, пресс-конференция на Cxid.info (2 ноября 2009 года):

Вопрос: Почему Православная Церковь так много времени тратит на борьбу с другими верованиями? Древние говорили, что тот кто ругает чужую веру, вряд ли имеет свою.
Ответ: Православная церковь очень мало времени тратит на то, что вы назвали борьбой с другими верованиями. Православная церковь живет своей жизнью, и те несколько человек, которые занимаются помощью пострадавшим от тоталитарных сект и предупреждают людей об опасности подобных организаций, дабы люди в них не попадали, делают это по большей части исходя из милосердия и сострадания.
Ксения Деннен, президент «Кестонского института»:

Меня лично тревожит все более широкое распространение антикультистского движения, с представителями которого мне не раз приходилось встречаться. Они придерживаются убеждений, что все неправославные организации относятся к категории «сект», а их деятельность опасна. Однако эти взгляды основаны на предрассудках, а не на объективной информации.
Игорь Кантеров, религиовед, доктор философских наук, профессор ИППК МГУ в 2001 году писал:

Принципиальное отличие светских школ религиоведов от тех, кто участвует в антикультовых движениях, заключается в том, что мы — представители светского религиоведения и наши зарубежные коллеги — работаем в прямых контактах с объектом исследования. Наша цель понять их, прежде чем вынести суждение. В то время как главная цель представителей антикультистского движения, осудить и подыскать более шумные термины, понятия для их обличения.